# Administration fédérale (Suisse)
Pour les articles homonymes, voir Administration fédérale.

Logo officiel de l'administration fédérale.

L'administration fédérale rassemble l'ensemble des structures administratives en Suisse qui permettent de mettre en œuvre la politique fédérale. Elle compte en 2019, en équivalents plein temps, 37 300 employés fédéraux, ce qui en fait le troisième employeur du pays après la Migros (75 606) et la Coop (~75 000).  

## Structure
Cet article présente les unités de l'administration fédérale telles qu'énumérées dans l'ordonnance sur l’organisation du gouvernement et de l’administration au 1er janvier 2024. Les articles concernant les différents départements et celui de la Chancellerie fédérale donnent plus de détails. 

### Chancellerie fédérale
La Chancellerie fédérale est dirigée par le chancelier de la Confédération, fonction assumée par Viktor Rossi depuis le 1er janvier 2024. Environ 340 personnes y travaillent.
Le Préposé fédéral à la protection des données et à la transparence (PFPDT) est également rattaché à la chancellerie. 

### Département fédéral des affaires étrangères (DFAE)
Le Département fédéral des affaires étrangères est dirigé par le conseiller fédéral Ignazio Cassis depuis le 1er novembre 2017.
Le DFAE est divisé entre les unités suivantes :
- Secrétariat général (SG-DFAE);
- Secrétariat d'État du DFAE, auquel se rajoutent environ 170 représentations suisses à l'étranger[3];
- Direction du droit international public (DDIP);
- Direction du développement et de la coopération (DDC);
- Direction des ressources (DR);
- Direction consulaire (DC).

### Département fédéral de l'intérieur (DFI)
Conseillère fédérale responsable : Élisabeth Baume-Schneider, depuis le 1er janvier 2024
- Secrétariat général (secrétaire général : Benno Bättig) 
  - SG (postes : 59 ; budget : 17 000 000.- (CHF))
  - CSI (postes : 66 ; budget : 17 100 000.- (CHF))
- Bureau fédéral de l'égalité entre femmes et hommes (BFE) (postes : 12 ; budget : 7 100 000.- (CHF))
- Office fédéral de la culture (OFC) (postes : 213 ; budget : 190 700 000.- (CHF)) 
  - Bibliothèque nationale suisse (BN) (postes : 112 ; budget : 23 000 000.- (CHF))
- Archives fédérales suisses (AF) (Postes : 49 ; Budget : 11 900 000.- (CHF))
- Office fédéral de météorologie et de climatologie (MétéoSuisse) (postes : 255 ; budget : 76 500 000.- (CHF))
- Office fédéral de la santé publique (OFSP) (postes : 397 ; budget : 2 588 000 000.- (CHF))
- Office fédéral de la statistique (OFS) (postes : 470 ; budget : 108 800 000.- (CHF))
- Office fédéral des assurances sociales (OFAS) (postes : 213 ; budget : 10 831 700 000.- (CHF))
- Secrétariat d'État à l'éducation et à la recherche (SER) (postes : 115 ; budget : 1 736 900 000.- (CHF))

S'ajoutent également à l'organigramme
- Domaine des écoles polytechniques fédérales (EPF) (postes : 12 000 ; budget : 1 880 400 000.- (CHF) ; président du conseil des EPF : Alexander J. B. Zehnder) 
  - École polytechnique fédérale de Lausanne (EPFL)
  - École polytechnique fédérale de Zurich (EPFZ)
  - Groupe des institutions de recherche :

  - Directoire
  - Institut Paul Scherrer (IPS)
  - Institut fédéral de recherche sur la forêt, la neige et le paysage (WSL)
  - Laboratoire fédéral d'essai des matériaux et de recherche (Empa)
  - Institut fédéral pour l'aménagement, l'épuration et la protection des eaux (EAWAG)
- Institut suisse des produits thérapeutiques (Swissmedic) (postes : 280 ; budget : 65 000 000.- (CHF) ; directeur : Jürg Schnetzer)

### Département fédéral de justice et police (DFJP)
Conseiller fédéral responsable : Beat Jans depuis le 1er janvier 2024
- Secrétariat général (SG-DFJP) [5]
  - Centre de services informatiques (CSI)[6]
  - Service Surveillance de la correspondance par poste et télécommunication (Service SCPT)[7]
- Offices fédéraux
  - Office fédéral de la justice (OFJ)[8]
  - Office fédéral de la police (fedpol)[9]
  - Secrétariat d'État aux migrations (SEM)[10]
- Commissions
  - Commission fédérale des maisons de jeu (CFMJ)[11]
  - Commission arbitrale fédérale pour la gestion de droits d'auteur et de droits voisins (CAF)[12]
  - Commission nationale de prévention de la torture (CNPT)[13]
  - Commission fédérale des migrations (CFM)[14]
- Instituts
  - Institut fédéral de la propriété intellectuelle (IPI)[15]
  - Institut suisse de droit comparé (ISDC)[16]
  - Institut fédéral de métrologie (METAS)[17]
- Entités rattachées administrativement
  - Autorité fédérale de surveillance en matière de révision (ASR)[18]
  - Commission fédérale chargée de juger les possibilités de traiter les personnes internées à vie

### Département fédéral de la défense, de la protection de la population et des sports (DDPS)
Conseillère fédérale responsable : Viola Amherd, depuis le 1er janvier 2019
- Secrétariat général (postes : 265 ; Budget : 93 668 300.- (CHF) ; secrétaire générale : Brigitte Rindlisbacher-Wittwer)
- Office de l'auditeur en chef (AC) (postes : 16 ; budget : intégré au secrétariat général ; directeur : Brigadier Dieter Weber)
- Service de renseignement de la Confédération (SRC) (directeur : Jean-Philippe Gaudin)
- Direction de la politique de sécurité (DPS) (postes : 27 ; budget : intégré au secrétariat général ; directeur : ambassadeur Raimund Kunz)
- EM délséc
- Défense (postes : 10 610 ; budget : 4 040 231 300.- (CHF) ; chef de l'armée : Philippe Rebord)
- Office fédéral de la protection de la population (OFPP) (postes : 303 ; budget : 100 323 500.- (CHF) ; directeur : Willi Scholl)
- Office fédéral du sport (OFSPO) (postes : 284 ; budget : 117 772 100.- (CHF) ; directeur : Matthias Remund)
- Office fédéral de l’armement (armasuisse) (postes : 935 ; budget : 217 095 300.- (CHF) ; chef de l'armement : Alfred Markwalder)
- Office fédéral de topographie

### Département fédéral des finances (DFF)
Conseiller fédéral responsable : Karin Keller-Sutter, depuis le 1er janvier 2023
- Administration fédérale des finances (AFF)
- Administration fédérale des contributions (AFC)
- Office fédéral de la douane et de la sécurité des frontières (OFDF ; anciennement Administration fédérale des douanes, AFD)
- Office fédéral de l’informatique et de la télécommunication (OFIT)
- Office fédéral des constructions et de la logistique (OFCL), issu de la fusion entre l'Office des constructions et de l'Office central fédéral des imprimés et du matériel
- Office fédéral du personnel (OFPER)

Services rattachés administrativement :
- Contrôle fédéral des finances (CDF)
- Caisse fédérale de pensions (PUBLICA)
- Autorité fédérale de surveillance des marchés financiers (FINMA)

### Département fédéral de l’économie, de la formation et de la recherche (DEFR)
Conseiller fédéral responsable : Guy Parmelin, depuis le 1er janvier 2019
- Secrétariat général
- Secrétariat d'État à l'économie (SECO)
- Office fédéral de la formation professionnelle et de la technologie (OFFT)
- Office fédéral de l'agriculture (OFAG)
- Office vétérinaire fédéral (OVF)
- Office fédéral pour l'approvisionnement économique du pays (OFAE)
- Office fédéral du logement (OFL)
- Surveillance des prix
- Commission de la concurrence (COMCO)

### Département fédéral de l'environnement, des transports, de l'énergie et de la communication (DETEC)
Conseillère fédérale responsable : Albert Rösti, depuis le 1er janvier 2023
- Secrétariat général
- Office fédéral des transports (OFT)
- Office fédéral de l'aviation civile (OFAC)
- Office fédéral des routes (OFROU)
- Office fédéral de la communication (OFCOM)
- Office fédéral de l'environnement (OFEV)
- Office fédéral de l'énergie (OFEN)
- Office fédéral du développement territorial (ARE)

### Commissions extraparlementaires
Les commissions extraparlementaires sont des commissions d'experts, rattachées à un département. Elles font partie de l'administration fédérale décentralisée.
Instituées par le Conseil fédéral, qui en nomme également les membres (en général pas plus de quinze) pour un mandat de quatre ans, elles remplissent deux fonctions principales : d'une part, elles apportent à l'administration fédérale centrale les connaissances spécialisées qui lui manquent sans accroître l'appareil administratif ni mandater des experts ; d'autre part, elles sont un instrument de démocratie participative puisqu'elles permettent aux organisations politiques, économiques ou sociales d'exercer une influence sur les activités de l'administration,.
Elles se subdivisent en commissions à pouvoir décisionnel (ou commissions décisionnelles), qui assurent une surveillance sur un marché déterminé et disposent d'un pouvoir de décision, telles que l'Autorité indépendante d'examen des plaintes en matière de radio-télévision, la Commission de la concurrence ou le Service suisse d'enquête de sécurité, et commissions consultatives, qui donnent des avis et préparent des projets sur des thèmes politico-sociaux, telles que la Commission fédérale contre le racisme ou la Commission fédérale pour la recherche énergétique,,. 
En 1978, l'administration fédérale comptait 373 commissions extraparlementaires, puis encore 202 en 2006. En 2021, on n'en comptait plus que 109, soit 25 commissions à pouvoir décisionnel et 84 commissions consultatives.

### Bases légales
- Ordonnance sur l’organisation du gouvernement et de l’administration (OLOGA) du 25 novembre 1998 (état le 1er juillet 2020), RS 172.010.1.